# Mehmet Ekici
Mehmet Ekici [eˈkidʒɪ] (* 25. März 1990 in München) ist ein deutsch-türkischer Fußballspieler. Der Sohn türkischer Einwanderer spielte in den Jugendmannschaften der SpVgg Unterhaching und des FC Bayern München und im Seniorenbereich für den 1. FC Nürnberg und den SV Werder Bremen in der Bundesliga. Von 2010 bis 2015 war er türkischer A-Nationalspieler, nachdem er die Auswahlmannschaften (U17 bis U21) des DFB durchlaufen hatte.

## Karriere

### Vereine

#### FC Bayern München
Ekici begann mit fünf Jahren in der Jugend des Münchner Vorortvereins SpVgg Unterhaching mit dem Fußballspielen und wechselte knapp anderthalb Jahre später in die Jugendabteilung des FC Bayern München. Noch als A-Jugendlicher absolvierte er gegen Ende der Saison 2007/08 neun Spiele für die zweite Mannschaft in der drittklassigen Regionalliga Süd. Sein erstes Spiel bestritt er dabei fünf Tage vor seinem 18. Geburtstag. Am 20. März 2008 stand er in der Startelf, die im Heimspiel gegen Elversberg 1:1 spielte.
In der Saisonvorbereitung 2008/09 der Erstligamannschaft kam Ekici unter Trainer Jürgen Klinsmann am 23. Juli 2008 beim seinerzeit inoffiziellen Supercup in der 71. Minute für Hamit Altıntop zum Einsatz und erzielte zwei Minuten später den Anschlusstreffer bei der 1:2-Niederlage gegen Borussia Dortmund.
Für die zweite Mannschaft kam er in der zur Saison 2008/09 neu geschaffenen 3. Liga in 32 von 38 Spielen zum Einsatz und zu sechs Toren. Am ersten Spieltag am 27. Juli 2008 gelang ihm beim 2:1-Sieg im Heimspiel gegen den 1. FC Union Berlin mit dem zwischenzeitlichen 2:0 in der 76. Minute ein Tor; das 1:0 durch Thomas Müller in der 49. Minute bereitete er vor.
In der Winterpause der Saison 2009/10 nahm er am Trainingslager der ersten Mannschaft in Dubai teil. Am 1. Februar 2010 gab der FC Bayern bekannt, dass Ekici einen Profivertrag bis zum 30. Juni 2011 unterschrieben habe und mit der ersten Mannschaft unter Trainer Louis van Gaal trainieren würde. Damit zerschlug sich ein zuvor diskutierter Wechsel zum 1. FC Köln. Er spielte jedoch zunächst weiterhin für die zweite Mannschaft und absolvierte auch in der Rückrunde kein Pflichtspiel für das Bundesligateam.

#### 1. FC Nürnberg
Über ein Leihgeschäft wechselte Ekici ab 2. Juli 2010 für eine Saison zum 1. FC Nürnberg. Sein Debüt für den „Club“ gab er am 15. August 2010 in der 1. Hauptrunde des DFB-Pokal-Wettbewerbs, in dem er beim 2:0-Auswärtssieg über Eintracht Trier auch sein erstes Tor erzielte. Sein Bundesliga-Debüt erfolgte am 21. August 2010 (1. Spieltag) im Spiel gegen Borussia Mönchengladbach, sein erstes Bundesligator gelang ihm am 16. Oktober 2010 (8. Spieltag) bei der 2:3-Niederlage im Auswärtsspiel gegen den FC St. Pauli.
Ekici war ein Schlüsselspieler im Mittelfeld und zuständig für Eckbälle und Freistöße. Er absolvierte in der Saison 32 Bundesligaspiele, in denen er drei Tore erzielte und neun weitere auflegte.

#### SV Werder Bremen
Zur Saison 2011/12 wechselte Ekici vorzeitig zum SV Werder Bremen, der ihn mit einem bis zum 30. Juni 2015 gültigen Vertrag ausstattete; sein Vertrag beim FC Bayern München galt noch bis 30. Juni 2012. Ekicis erste Saison bei den Bremern, die für ihn fünf Millionen Euro Ablösesumme überwiesen haben sollen, verlief nicht zufriedenstellend, sowohl für ihn persönlich als auch den Verein, der die Qualifikation für die Europa League verpasste. Nachdem er unter Trainer Robin Dutt kaum noch aufgestellt wurde, wechselte er im August 2014 zum türkischen Erstligisten Trabzonspor.

#### Trabzonspor
Für Trabzonspor debütierte Ekici am 31. August 2014 (1. Spieltag) beim torlosen Unentschieden im Auswärtsspiel gegen Kayseri Erciyesspor von Beginn an, ehe er in der 84. Minute für Serdar Gürler ausgewechselt wurde. Hier etablierte er sich in seiner ersten Saison schnell als Leistungsträger und fiel vor allem durch seine vielen Freistoßtore auf. Im Winter 2016/17 wollte Ekici – ein halbes Jahr vor Ablauf seines Vertrags – zu Fenerbahçe Istanbul wechseln, Trabzonspor präferierte jedoch einen Transfer zu Beşiktaş Istanbul. Da Ekici an seinem Plan festhielt, wurde er im Januar 2017 suspendiert.

#### Fenerbahçe
Zur Spielzeit 2017/18 wechselte Ekici zu Fenerbahçe Istanbul. Er verließ den Verein im Sommer 2020.

### Nationalmannschaft
Mehmet Ekici besitzt sowohl die deutsche als auch die türkische Staatsbürgerschaft. Mit der deutschen Nationalmannschaft nahm er an der U17-Weltmeisterschaft in Südkorea teil. Er kam nur im letzten Gruppenspiel am 26. August 2007 zum Einsatz, als die deutsche Auswahl mit 5:0 gegen Trinidad und Tobago gewann. Zuvor spielte er am 20. und 28. Juli 2007 in Gießen bzw. Wangen bei der 1:3-Niederlage gegen die USA bzw. beim 2:0-Sieg über Togo.
Für die deutsche U-18-Nationalmannschaft bestritt er ein einziges Spiel, in dem er zwei Tore erzielte: am 25. September 2007 gewann die U18-Auswahl in Emmelshausen mit 3:1 gegen Ruanda. Sein einziges Spiel in der U19-Auswahl absolvierte er am 4. September 2008 bei der 1:2-Niederlage gegen die Auswahl Tschechiens in Český Dub. 
Am 9. Oktober 2009 debütierte Ekici in der deutschen U20-Nationalmannschaft bei der 2:3-Niederlage in Solothurn gegen die Schweiz. In seinem vierten Spiel am 3. März 2010 beim 1:1-Unentschieden gegen die Auswahl der Schweiz in Berlin erzielte er auch sein erstes Tor.
Für die EM-Qualifikationsspiele der U21-Nationalmannschaft gegen Tschechien und Nordirland Anfang September 2010 wurde er von Nationaltrainer Rainer Adrion erstmals in den Kader berufen. Am 3. September 2010 gab er im Qualifikationsspiel zur U21-Europameisterschaft 2011 beim 1:1-Unentschieden gegen Tschechien mit Einwechslung in der 68. Minute für Patrick Herrmann sein Debüt.
Am 29. Oktober 2010 wurde bekannt, dass Ekici künftig für die türkische Nationalmannschaft auflaufen wird. Sein Debüt gab er am 17. November 2010 in einem Freundschaftsspiel in Amsterdam gegen die Niederlande. Seit seinem ersten Einsatz für die türkische A-Nationalmannschaft in einem Pflichtspiel am 29. März 2011 in der Qualifikation für die Europameisterschaft 2012 gegen Österreich ist er nur noch für die Türkei spielberechtigt.

## Erfolge
- Dritter der U-17-Fußball-Weltmeisterschaft 2007
- Zweiter der A-Juniorenmeisterschaft 2007 mit dem FC Bayern München
- Deutscher B-Juniorenmeister 2007 mit dem FC Bayern München